# 格拉夫內島
格拉夫內島是俄羅斯的島嶼，屬於北地群島的一部分，距離共青團員島6.6公里，由克拉斯諾亞爾斯克邊疆區負責管轄，長1.8公里、寬0.7公里，最高點海拔高度11米，島上無人居住。